# Escola Secundária de Penafiel
A Escola Secundária de Penafiel é uma escola secundária, pública, que se situa em Milhundos antiga freguesia que hoje pertence a freguesia de Penafiel do concelho de Penafiel, Portugal.

## História
A Escola Secundária de Penafiel foi criada em 1960, com o nome inicial de Escola Industrial de Penafiel.
Esta escola foi construída na propriedade que foi deixada por testamento à Santa Casa da Misericórdia de Penafiel, pelo Dr. Alves Magalhães, para criar uma escola para educação de meninas, que ficou conhecida por internato. Consequentemente, a rua onde  a Escola fica situada foi denominada  Rua Dr. Alves Magalhães.
Mais tarde tornou-se conhecida por Escola Técnica e em 1 de Outubro de 1978 foi convertida em Escola Secundária de Penafiel. Em 2010, a escola esteve em obras, para melhorar as condições escolares aos seus alunos, professores e funcionários. 
Atualmente, com mais de 2000 alunos e de 150 professores, a sua população escolar divide-se em dois níveis de ensino, com predominância no ensino secundário, onde se destaca a área das Ciências e Tecnologias.

## Prémios e avaliação
- Em 2010 teve classificação de Muito Bom em quatro domínios da avaliação externa.[2]
- Em  2011 foi dintinguida com o prémio Geração Depositrão.[3]
- Em 2001 venceu as V Olimpíadas da Europa, em Lousada.[4]
- Em Março de 2011, recebeu uma Menção Honrosa, do Ministério da Educação, pelo seu jornal escolar Logos.[5]